# Серники (Ровненская область)
Серники (пол. Serniki, укр. Серники) — село в Заречненской поселковой общине Варашского района Ровненской области Украины.
До 2020 года входило в Заречненский район.
Население по переписи 2001 года составляло 2699 человек. Почтовый индекс — 34052. Телефонный код — 3632. Код КОАТУУ — 5622286601.
Серники — лежат на берегу Стублы.
Население на 1 января 2007 года составляет 2716 чел.
В селе есть две школы I и III степеней, два клуба, библиотека, отделение связи, фельдшерско-акушерский пункт.
Первое упоминание о селе датируется 1549 годом, когда незадолго до этого получившие от польской королевы Боны статус шляхетичей Люциан Полюхович и ещё четверо его братьев построили имение и заложили это село, которое приносило доход не менее 80 гривен ежегодно.
В годы Великой Отечественной войны 187 жителей села сражались против нацистов на фронтах и участвовали в партизанской борьбе. Награждены 125 человек, погибло от рук врага 99. В селе действовала подпольная группа антинацистов и отряд самообороны. Около 30 человек влились в партизанский отряд им. Ворошилова. Через село проходили соединения А. Н. Сабурова, С. А. Ковпака. За поддержку партизан нацисты сожгли деревню, убили 55 жителей.
До сих пор более 80 % жителей села имеют одинаковую фамилию Полюхович. Всего в селе проживает более 2500 Полюховичей, из них десятки — полные тёзки.